# New York Knicks 1957-1958
La stagione 1957-58 dei New York Knicks fu la 12ª nella NBA per la franchigia.
I New York Knicks arrivarono quarti nella Eastern Division con un record di 35-37, non qualificandosi per i play-off.

## Roster
| N° | Naz.                   | Ruolo | Sportivo        | Anno | Alt. | Peso |
| -- | ---------------------- | ----- | --------------- | ---- | ---- | ---- |
| 3  | Stati Uniti (bandiera) | G     | Brendan McCann  | 1935 | 188  | 81   |
| 4  | Stati Uniti (bandiera) | GA    | Carl Braun      | 1927 | 196  | 82   |
| 5  | Stati Uniti (bandiera) | A     | Guy Sparrow     | 1932 | 198  | 99   |
| 6  | Stati Uniti (bandiera) | AC    | Willie Naulls   | 1934 | 198  | 102  |
| 7  | Stati Uniti (bandiera) | GA    | Larry Friend    | 1935 | 193  | 84   |
| 9  | Stati Uniti (bandiera) | G     | Richie Guerin   | 1932 | 193  | 88   |
| 10 | Stati Uniti (bandiera) | AC    | Mel Hutchins    | 1928 | 198  | 91   |
| 12 | Stati Uniti (bandiera) | A     | Ken Sears       | 1933 | 206  | 90   |
| 14 | Stati Uniti (bandiera) | AC    | Charlie Tyra    | 1935 | 203  | 104  |
| 16 | Stati Uniti (bandiera) | A     | Ronnie Shavlik  | 1933 | 203  | 91   |
| 17 | Stati Uniti (bandiera) | G     | Ron Sobieszczyk | 1934 | 191  | 84   |
| 18 | Stati Uniti (bandiera) | AC    | Phil Jordon     | 1933 | 208  | 93   |
| 18 | Stati Uniti (bandiera) | C     | Art Spoelstra   | 1932 | 206  | 100  |
| 19 | Stati Uniti (bandiera) | C     | Ray Felix       | 1930 | 211  | 100  |

## Staff tecnico
- Allenatore: Vince Boryla
- Vice-allenatore: Andrew Levane